# سليمان الفورتية
سليمان الفورتية (1950-) عضو المجلس الوطني الانتقالي ممثلاً مصراتة. تخرج من جامعة طرابلس ودرس رسالة الدكتوراه في الهندسة المعمارية من أحد جامعات بريطانيا. كما درّس بجامعة الملك فيصل لمدة 8 سنوات. شارك في بعثات إلى فرنسا حيث طالبت قوات الثوار الليبيين بالسلاح. كما فاوض شخصياً من أجل معونات إنسانية للمواطنين أثناء معركة مصراتة حيث حوصرت المدينة لفترة طويلة